# Vespino
El Vespino fou un model de ciclomotor fabricat per Motovespa a Madrid entre el 1968 i el 2000. Dissenyat i produït íntegrament per Moto Vespa SA, l'empresa que fabricava les Vespa de Piaggio sota llicència a l'estat espanyol, el Vespino fou un èxit de vendes i, juntament amb el SEAT 600, ha estat considerat una icona cultural de la societat espanyola de la dècada del 1970. Encara actualment, el mot "Vespino" es fa servir sovint popularment com a genèric per a qualsevol tipus de ciclomotor.

## Història

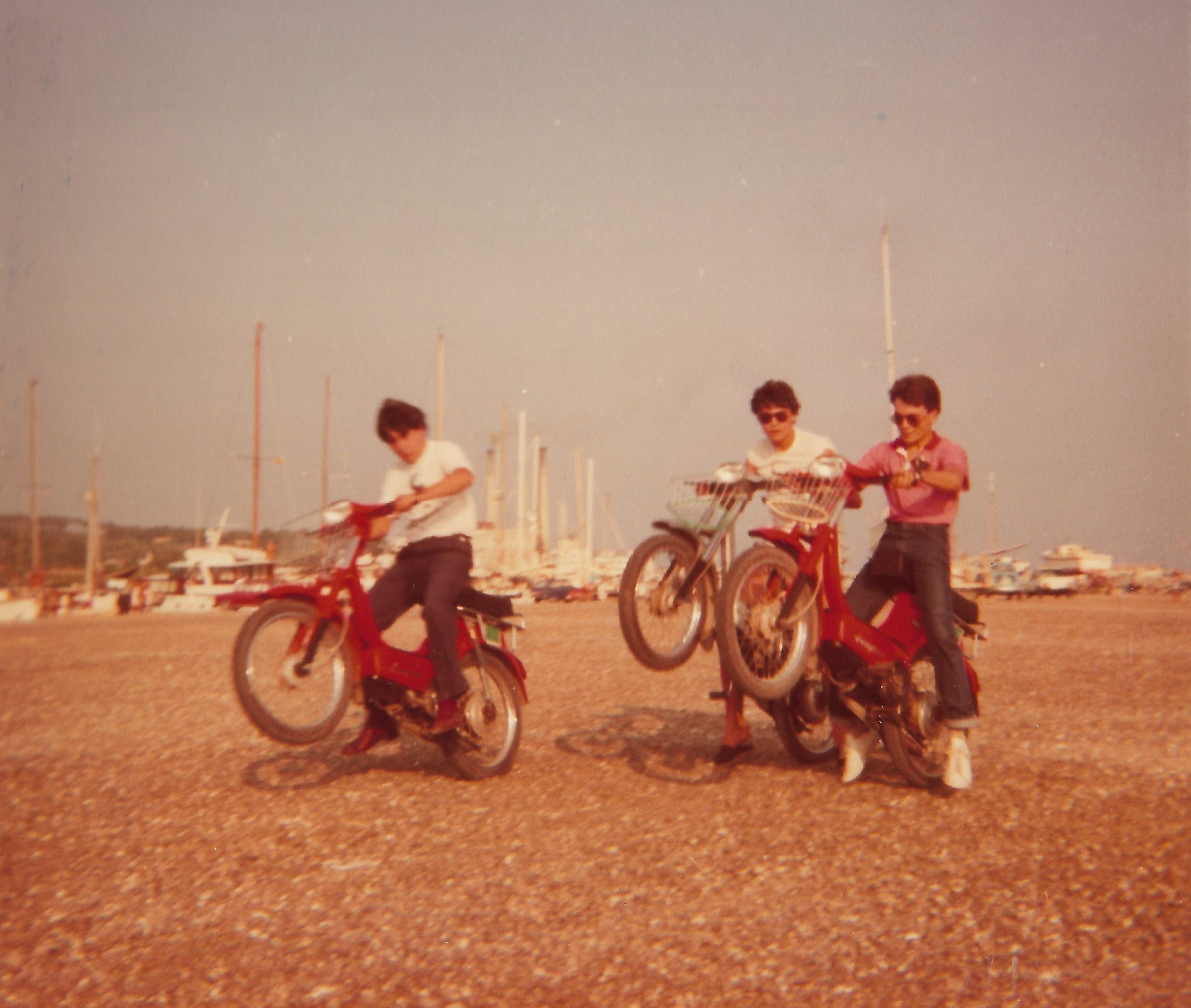
Uns joves gaudint dels seus Vespinos a Can Picafort el 1981

Dissenyat per l'enginyer Vicente Carranza, el Vespino es presentà en públic el 19 de febrer de 1968 i aquell mateix any ja se'n van vendre més de 25.000. Durant els 32 anys que va estar en producció va ser líder de vendes absolut dins el sector de la motocicleta espanyol i se'n van arribar a fabricar 1.800.000 unitats.
Durant dècades, el Vespino va ser el mitjà de transport per excel·lència dels adolescents -l'equivalent del que era aleshores per als paletes i obrers en general la Derbi Antorcha. La seva facilitat de conducció i manteniment, unida a un preu relativament econòmic i al fet que, per a conduir-lo, no calgués el permís A1 (a l'època n'hi havia prou amb una llicència expedida de forma automàtica per la Guàrdia Civil), feia que molts pares els en compressin un als seus fills (era un dels regals més preuats en acabar el curs escolar).
En una època en què el màxim indicador de la llibertat i independència social per a molts joves era la motocicleta, el Vespino, ja fos de propietat o bé deixat per algun amic, va representar arreu de l'estat el primer contacte amb aquest tipus de vehicles per a nombrosos joves de 14 anys en amunt. La seva repercussió social durant les dècades del 1970 i 1980 fou tal que aquest vehicle ha estat comparat sovint al SEAT 600: tant l'un com l'altre van possibilitar que les classes mitjanes a Espanya tinguessin un mitjà de transport a l'abast i van "motoritzar" una generació sencera. L'equivalent actual d'allò que va representar el Vespino per als joves d'aquella època seria, en certa manera, el patinet elèctric.

### Exportació
Motovespa va començar a exportar el Vespino poc després d'iniciar-ne la fabricació. Els primers països receptors en van ser França, el Regne Unit, Alemanya, el Marroc, Colòmbia i Xile, on l'empresa va aprofitar la xarxa de vendes de Piaggio per a comercialitzar-lo. Gairebé sempre, els models d'exportació eren idèntics als espanyols, tot i que podia haver-hi diferències: els models destinats a Alemanya tenia seient doble, alguns mercats sol·licitaven la substitució del clàxon per un timbre de bicicleta, i els destinats a l'Amèrica del Sud equipaven un motor de 65 cc d'acord amb les legislacions d'aquells països.

### Versions

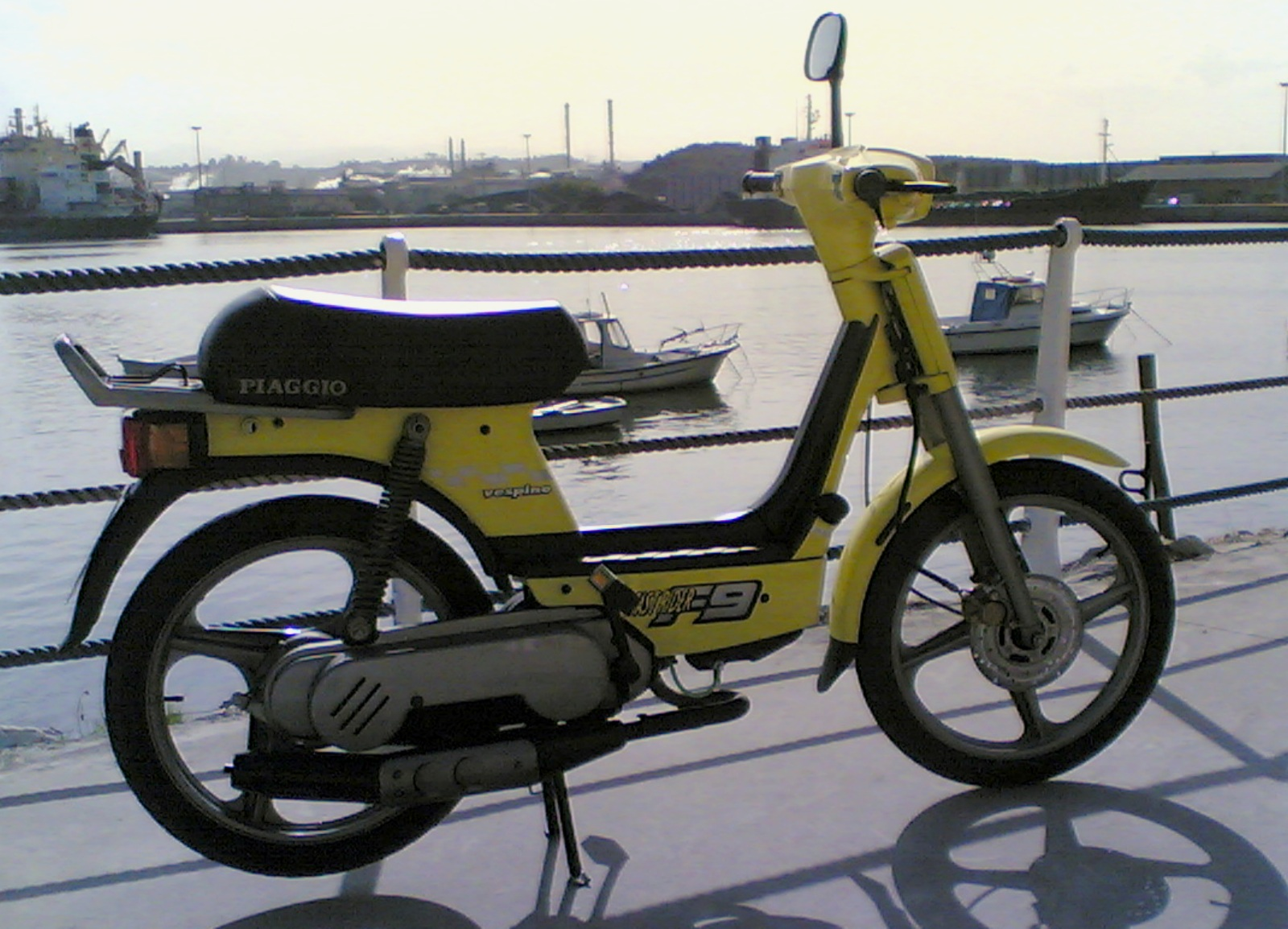
L'F9 Fast Rider, un dels darrers de la gamma, amb greixatge separat, arrancada elèctrica i fre de disc anterior

Al llarg de la seva existència, del Vespino se'n van comercialitzar 20 models diferents, els més reeixits dels quals van ser, per ordre cronològic, el model "L" (Lujo) de 1968, el "GL" (Gran Lujo) de 1973, l'SC (Súper Confort) de 1980, l'ALX (amb admissió per làmines) de 1985, l'XE (amb arrencada elèctrica) i l'NL (New Look) de 1990, l'F-9 de 1992, el "Velofax" de 1995 i el darrer, l'F-18, de 1999. La darrera unitat que va sortir de la cadena de muntatge va ser una d'un model especial produït per a Telepizza.
La deslocalització que va promoure l'empresa matriu, Piaggio, després d'haver absorbit Moto Vespa el 1996 va provocar la fi de la producció del Vespino i el tancament de la fàbrica de Madrid l'any 2000.

## Característiques
El Vespino es basava a grans trets en la filosofia dels escúters Vespa (comandaments al manillar, far integrat, netedat i facilitat de desmuntatge) però, a més, introduïa un factor clau que en possibilitava una conducció molt còmoda: canvi de velocitats automàtic de tipus CVT. A banda, el Vespino es podia conduir opcionalment com si fos una bicicleta, sense engegar el motor, simplement pedalant (de fet, tots els Vespinos fabricats els primers anys duien pedals pel fet que la legislació espanyola de l'època per als ciclomotors així ho estipulava).
El Vespino disposava d'un motor de dos temps i 50 cc refrigerat per aire forçat, el qual contenia, dins el mateix càrter, la transmissió automàtica per corretja i variador centrífug. A més, el càrter contenia també la cadena de transmissió dels pedals tipus bicicleta. El dipòsit de combustible estava sota la base reposapeus, entre el motor i la roda anterior. El xassís, de xapa en forma d'U tipus "pas a través", feia que tant pujar com baixar del vehicle fos còmode i ràpid.
Els primers models portaven llandes de raigs de 18", però a partir del 1980 se n'hi muntaven d'aliatge lleuger d'alumini de 17".
Hi va haver un model molt poc difós que va aparèixer el 1969, el Vespino L (de "Luxe"), que es diferenciava de l'original de 1968 pel seu far rectangular, el qual va ser recuperat pel model GL de 1975. A més, a diferència del Vespino de far rodó de 1968, l'"L" incorporava cromats a la cistella i portaequipatges posterior, així com cromats abundants en rodes, selló, amortidors i comandaments elèctrics.

### Motor

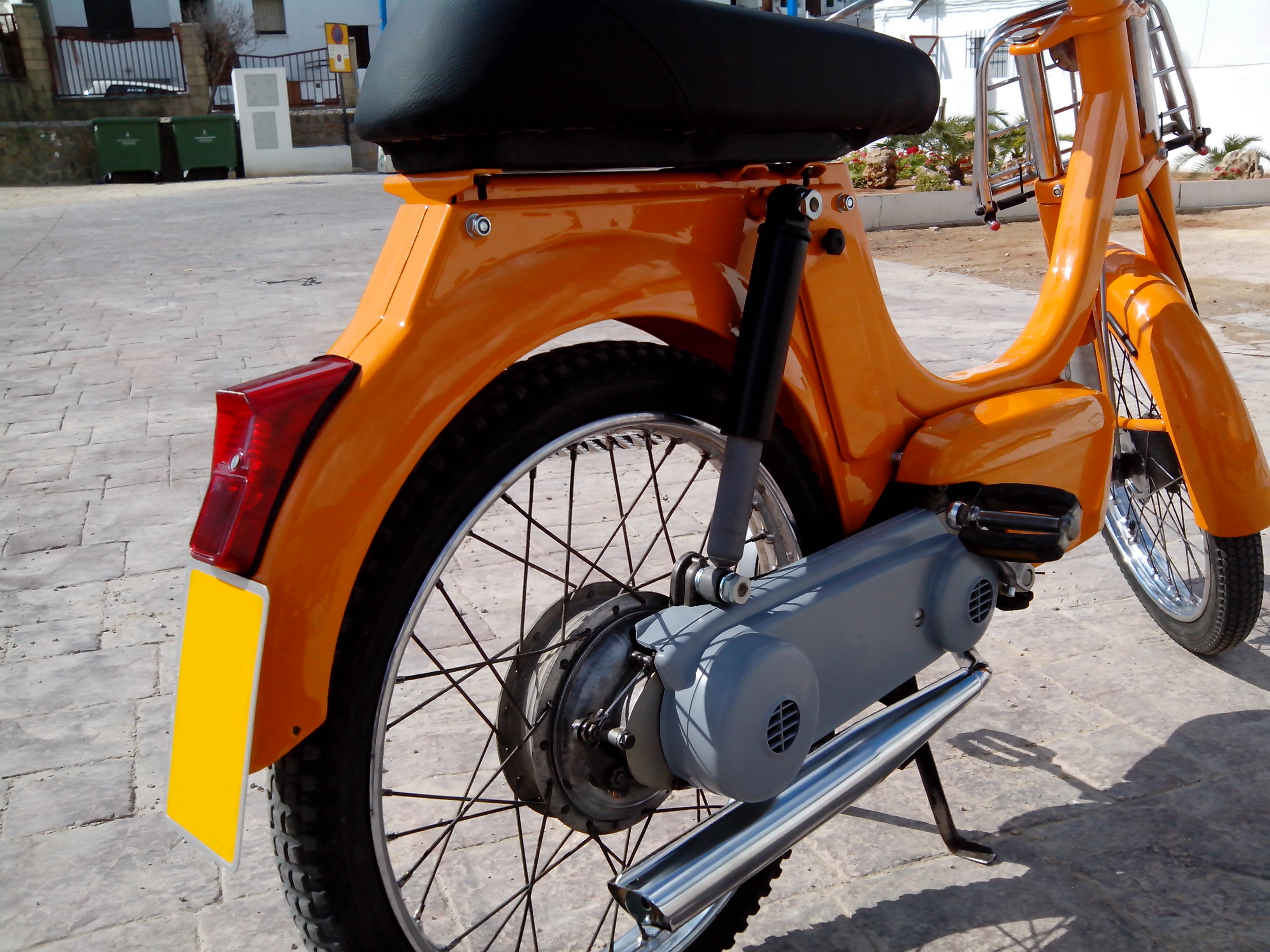
Vista posterior d'un Vespino L Super de 1971 on s'aprecia la tapa del motor, la transmissió i l'escapament

El motor original era un de dos temps monocilíndric amb un diàmetre per carrera de 38,4 x 43 mm, de manera que la cilindrada pujava als 49,77 centímetres cúbics. L'admissió es feia per mitjà d'una vàlvula rotativa en què el mateix cigonyal actuava com a lleva. La potència màxima era de 2,2 CV i el consum homologat s'establia en 1,6 l de mescla (benzina normal amb oli al 2%) per cada 100 km. La velocitat màxima, tal com marcava la legislació de l'època, eren 40 km/h, per bé que aquest límit, així com l'obligatorietat dels pedals, va anar canviant al llarg dels anys.
Comparativa dels diversos motors
|                  | Vespino            | GL                 | L T3 TL T3 NL T3   | SC SCA           | AL ALX             | F9                 |
| ---------------- | ------------------ | ------------------ | ------------------ | ---------------- | ------------------ | ------------------ |
| Núm. Cilindres   | 1                  | 1                  | 1                  | 1                | 1                  | 1                  |
| Diàmetre         | 38,4 mm            | 38,4 mm            | 38,4 mm            | 38,4 mm          | 38,4 mm            | 38,4 mm            |
| Carrera          | 43 mm              | 43 mm              | 43 mm              | 43 mm            | 43 mm              | 43 mm              |
| Llumeneres       | 2                  | 2                  | 3                  | 3                | 3                  | 3                  |
| Potència màxima  | 2,2 CV a 4.700 rpm | 2,2 CV a 4.700 rpm | 2,2 CV a 4.700 rpm | 2 CV             | 3,8 CV a 6.500 rpm | 3,8 CV a 6.500 rpm |
| Tipus d'admissió | Vàlvula rotativa   | Vàlvula rotativa   | Vàlvula rotativa   | Vàlvula rotativa | Làmines            | Làmines            |